# Doug Mahnke
Douglas « Doug » Mahnke est un illustrateur et dessinateur de comic books américain.

## Biographie
Le premier travail important de Mahnke remonte à The Mask. Depuis lors, il travaille pour DC Comics sur JLA, Batman avec le scénariste Judd Winick, et Seven Soldiers: Frankenstein avec Grant Morrison. Le travail de Mahnke sur Batman inclut l'histoire controversée détaillant la manière dont le deuxième Robin décédé, Jason Todd revient à la vie et travaille activement contre les intérêts de Batman sous l'identité du Red Hood. Mahnke s'illustre également sur le one-shot Batman: The Man Who Laughs avec le scénariste Ed Brubaker.
Son travail comprend également des titres comme Major Bummer, Superman: The Man of Steel, Team Zero et Justice League Elite. Il est le principal dessinateur sur le titre X de Dark Horse Comics, un run encré par Jimmy Palmiotti, ainsi que l'illustrateur des couvertures pour King Tiger/Motorhead, une série en deux numéros située dans le même univers que X. En 2005, avec l'encreur Tom Nguyen, Mahnke produit deux DVD pédagogiques consacrés au dessin dans les comics books. En 2006, il devient le dessinateur principal de Stormwatch P. H. D. pour Wildstorm Comics. Son travail en 2007 comprend la mini-série DC Black Adam: The Dark Age, écrite par Peter J. Tomasi, dans laquelle Black Adam pleure la mort de sa femme Isis et retrouve ses pouvoirs. En 2008, Mahnke renoue avec Tomasi pour dessiner un numéro de Nightwing.
Mahnke est un important collaborateur du scénariste Grant Morrison, sur la série événement de DC, Final Crisis. Il dessine le one-shot Final Crisis: Requiem et les deux numéros de Final Crisis: Superman Beyond. Mahnke illustre également les dernières pages du numéro 6 de Final Crisis mettant en scène la « mort » de Batman, et remplace l'illustrateur J. G. Jones sur le dernier numéro (no 7) à la suite des retards de Jones.
À partir de juillet 2009, Mahnke devient le dessinateur de la série principale Green Lantern avec le scénariste Geoff Johns, juste au début de l'épopée Blackest Night,.
En 2015, il dessine The Multiversity: Ultra Comics (mai 2015), le huitième numéro du projet The Multiversity de Grant Morrison.
En 2016 et 2017, il travaille sur le titre Superman aux côtés de Peter Tomasi et, courant 2018, il passe sur le titre Detective Comics.

## Publications
Son travail sur les comics comprend :

### Dessins

#### Dark Horse
- 1988 - 1989 : Dark Horse Presents no 25-29
- 1989 : Mayhem (The Mask) no 1-4
- 1990 : Homicide Special: The Hungry Gods (one-shot)
- 1991 : The Mask no 1-4
- 1992 - 1993 : The Mask Returns no 1-4
- 1994 : Aliens: Stronghold, no 1-4
- 1994 : Walter: Campaign of Terror no 1-4
- 1994 : X no 1-5, 9
- 1995 : The Mask Strikes Back no 1-5
- 1996 : King Tiger & Motorhead no 1-2
- 1998 : Randy Bowen's Decapitator no 1
- 1998 : Space Bunnies Must Die! no 1

#### DC Comics
- 1997 : Lobo/Mask no 1-2
- 1997 - 1998 : Major Bummer no 1-15
- 1999 : Gen¹³ no 38
- 1999 - 2001 : Superman: The Man of Steel no 87-89, 91, 93, 95-98, 100, 102-105, 107-108, 110-111, 114-118
- 2000 : Hitman/Lobo: That Stupid Bastich!
- 2000 : Martian Manhunter no 24
- 2000 : Superman and Batman: World's Funnest (avec d'autres artistes)
- 2001 : Action Comics no 775
- 2001 : Superman: Lex 2000 (5 pages seulement)
- 2001 : World's Finest: Our Worlds at War (5 pages seulement)
- 2002 - 2004 : JLA no 61-68, 70, 72, 74-75, 78-79, 84-90, 100 ; Secret Files 2004
- 2004 : DC Comics Presents: Flash
- 2004 : Masks: Too Hot for TV!
- 2004 - 2005 : Justice League Elite no 1-12
- 2005 : Batman: The Man Who Laughs no 1
- 2005 : JLA/Cyberforce
- 2005 - 2006 : Batman no 635-639, 641, 645, 647-648
- 2006 : Seven Soldiers: Frankenstein no 1-4
- 2006 : Team Zero no 1-6
- 2006 : Worldstorm no 1
- 2007 : Stormwatch P.H.D. no 1-4, 6-7
- 2007 - 2008 : Black Adam: The Dark Age, mini-série, no 1-6
- 2008 : Countdown to Final Crisis no 3, 8
- 2008 : Final Crisis: Requiem no 1
- 2008 - 2009 : Final Crisis: Superman Beyond no 1-2
- 2009 : Final Crisis no 6 (avec J. G. Jones et Carlos Pacheco), no 7
- 2009 : Nightwing no 151
- 2009 - 2011 : Green Lantern vol. 4, no 43-48, 50-62, 64-67
- 2011 - 2013 : Green Lantern vol. 5, no 1-20
- 2013 : Justice League of America vol. 3, no 6-8
- 2014 : Batman and Robin v2, no 31, Annual no 2
- 2014 : Justice League vol. 2, no 25, 29-33
- 2014 : Secret Origins vol. 3, no 1 (Histoire de Tim Drake)
- 2014 - 2016 : Superman/Wonder Woman no 13-17 (avec Ed Benes) ; no 18-27
- 2015 : The Multiversity: Ultra Comics (one-shot)
- 2016 : Batman/Superman no 31-32
- 2016 : Superman: Rebirth no 1
- 2016 - 2017 : Superman vol. 4, no 5 (avec Patrick Gleason), no 8-9, no 12–13, 17, 21–23
- 2018 - 2019 : Detective Comics no 994-1 000 (avec Patrick Gleason)

### Couvertures

#### Dark Horse
- 1991 - 1998 : Dark Horse Presents no 49, 64, 134
- 1992 : Dr. Giggles no 1-2
- 1993 : Comics' Greatest World: Arcadia no 4
- 1993 : Comics' Greatest World: Vortex no 1
- 1993 : Out of the Vortex no 1
- 1996 : Barb Wire: Ace of Spades no 3-4
- 1996 : King Tiger & Motorhead no 1-2
- 1998 : Randy Bowen's Decapitator no 1
- 1998 : The Mask: Toys in the Attic no 1-4

#### DC Comics
- 2000 : Action Comics no 573
- 2000 : Batman no 573
- 2000 : Superman no 158
- 2000 : Superman: The Man of Steel no 99, 101
- 2000 - 2004 : Adventures of Superman no 580, 629
- 2002 - 2004 : JLA no 69, 71, 73, 76, 80-83, 90-93
- 2005 : Outsiders no 18-19, 21-23
- 2007 : Stormwatch P.H.D. no 5 (Wildstorm)
- 2008 : JLA: Classified no 39
- 2008 : Nightwing no 144
- 2008 : Number of the Beast no 1 (Wildstorm)
- 2009 : Blackest Night: Tales of the Corps no 3
- 2009 : Blackest Night no 8
- 2011 : Flashpoint: Frankenstein & The Creatures of the Unknown no 1-3
- 2011 : Green Lantern Corps vol. 2, no 1
- 2011 : inFamous no 1-2
- 2011 - 2012 : DC Universe Online: Legends no 16-17
- 2012 : Green Lantern vol. 5, no 6